# Kirchdorfer Gruppe

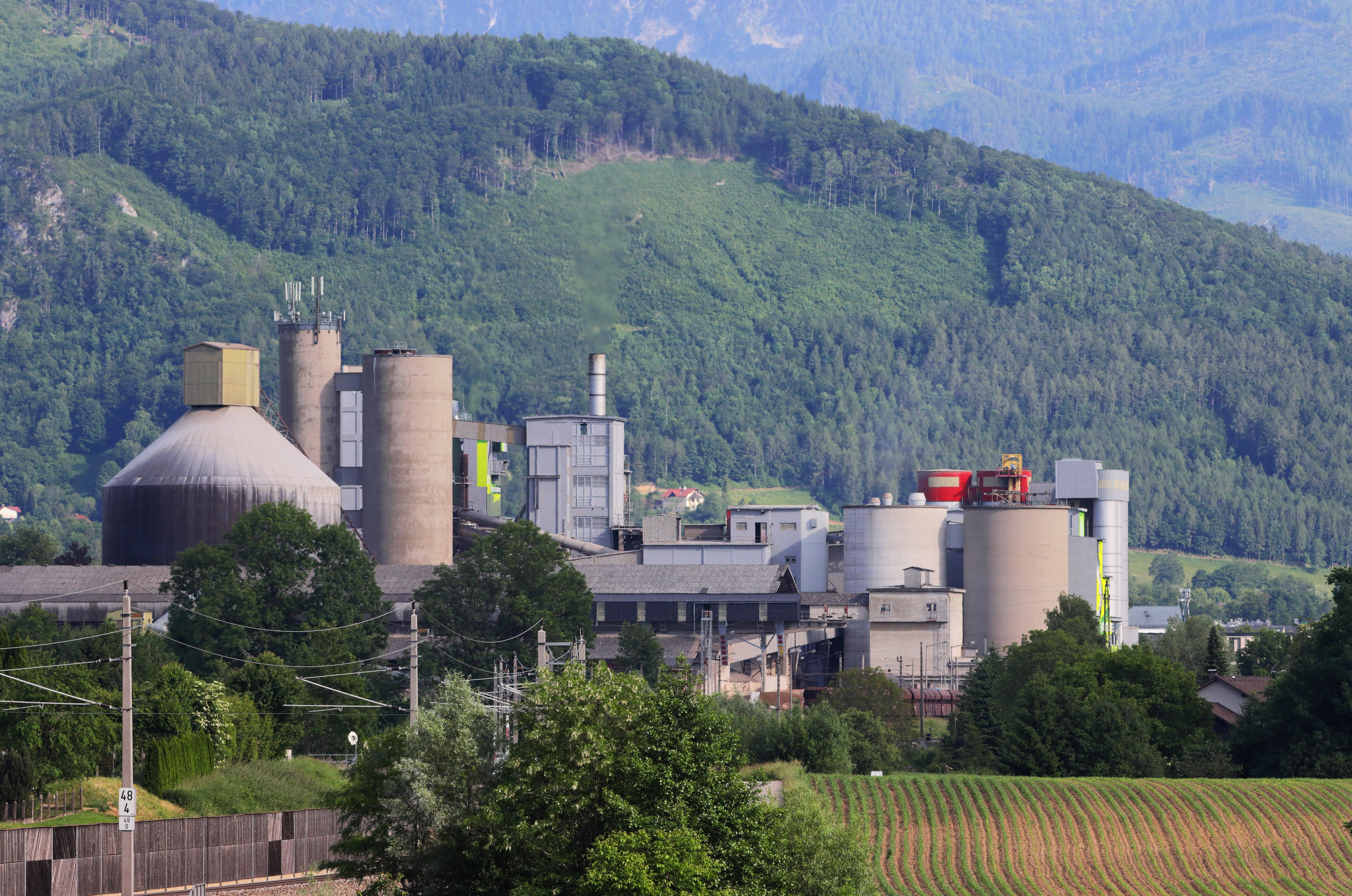
Blick auf das Kirchdorfer Werk von der Pyhrnpass-Straße in Schlierbach (2021)

Die Kirchdorfer Gruppe ist ein in privater Hand befindlicher internationaler Baustoffhersteller mit Sitz in Kirchdorf an der Krems in Oberösterreich, der in den Sparten Zement, Rohstoffe (Stein, Sand, Kies, Transportbeton), Betonfertigteile und Straßensicherheit tätig ist. Ausgehend vom Stammwerk in Kirchdorf, das bereits 1888 als Zementwerk gegründet wurde, und der Zentrale in Wöllersdorf erwirtschaftet die diversifizierte Gruppe heute einen Jahresumsatz von über 370 Millionen Euro in 15 Ländern mit rund 1700 Mitarbeitenden.

## Geschichte
Im Jahr 1888 nahm alles mit einem Zementwerk im oberösterreichischen Kirchdorf seinen Anfang. Heute ist die Kirchdorfer Gruppe eine internationale Unternehmensgruppe, die mit eigenen Unternehmen und mehrheitlichen Beteiligungen in 14 Ländern in Europa, Asien und Afrika vertreten ist. Darüber hinaus bestehen durch Lizenzverträge Verbindungen in weitere 20 Nationen auf allen Kontinenten der Erde.
Die Kirchdorfer Industries geht auf das im Jahre 1888 von Adolf Hofmann und Emil Dierzer gegründete Zementwerk Kirchdorf zurück. Ein Grund für die dortige Ansiedlung war die bessere Auslastung der Flügelbahnlinie im oberösterreichischen Kremstal.
1983 wurde mit dem Erwerb der traditionsreichen “Brevillier-Urban Schreibwarenfabrik GmbH ”in Graz, einem Zweig von Brevillier & Co. und A. Urban & Söhne, die Expansion der Firma begonnen. Die bekannte Marke Jolly erhielt wieder eine Zukunft. Treibende Kraft hinter dieser Investition war Max I. Machanek. Um sich zukünftig auf ihre Kernkompetenz im Zement und Beton zu konzentrieren, trennte sich die „Kirchdorfer Gruppe“ knapp ein Vierteljahrhundert nach dem Erwerb jedoch wieder von der Traditionsmarke.
1984 wurde die MABA übernommen, welche seitdem zu einem anerkannten Produzenten hochwertiger Betonfertigteile für den Bahn-, Hoch- und Tiefbau entwickelt wurde.
Mit dem Erwerb der südböhmischen Firma Kámen a písek, mitsamt deren Steinbrüche, begann 1992 die Expansion in Osteuropa. Nachdem 1996 im tschechischen Veselí nad Lužnicí das Betonfertigteilwerk übernommen worden war, wurde die Unternehmensgruppe auch der Marktführer im Bereich Betonfertigteile in Tschechien.
1998 stieg die Unternehmensgruppe in das Segment Fertigteilhäuser ein und gründete die MABA Fertighaus GmbH.
1999 wurde die ČR Beton Bohemia gegründet, welche Transportbeton an zehn Standorten in Südböhmen produziert. Noch im gleichen Jahr wurde ein Kieswerk in Babót bei Sopron (Ungarn) übernommen, welches mittlerweile als Kő és Homok Kavicsfeldolgozó Kft. firmiert und hochwertige Zuschlagstoffe für die Märkte in Ungarn und Österreich erzeugt.
Im Jahr 2000 übernahm die Kirchdorfer Gruppe 50 % der steiermärkischen RAUTER Fertigteilbau GmbH, welche ihren Sitz in Niederwölz hat. Das Unternehmen befindet sich seit 2015 zu 100 % im Besitz der Kirchdorfer Gruppe und produziert, liefert und montiert österreichweit Betonfertigteile.
2004 erfolgte die Übernahme von 75 % der Anteile der Eurobeton in Tschechien, welche seitdem als Eurobeton MABA s.r.o. firmiert. Dieses Unternehmen produziert Betonrohre, Kanalbauteile, Schächte und weitere Produkte für die Straßen- sowie Flächenentwässerung. Derzeit hält die Kirchdorfer Gruppe 90 % an der MABA Eurobeton s.r.o.
Mit vollständigen Erwerb des Betonwerk Bauer in der Steiermark, bündelte die Unternehmensgruppe ihre Produktionssegmente und gründete die Tochterfirmen TIBA Holding GmbH in Lebring und TIBA AUSTRIA GmbH in St. Margarethen an der Raab–Kroisbach. Das 2005 gegründete Unternehmen (TIBA AUSTRIA GmbH) steht seit 2014 zu 74 % im Eigentum der Kirchdorfer Gruppe.
2006 gründete das Unternehmen die Vertriebsgesellschaft DELTA BLOC Deutschland GmbH mit Sitz in Neumarkt in der Oberpfalz und ergänzte diese in folgenden Jahren um DELTA BLOC Nederland B.V. und DELTA BLOC France SAS.
Im Mai 2010 wurde die H. Katzenberger Beton- und Fertigteilwerke GmbH in Gerasdorf bei Wien übernommen.
Im Jänner 2011 wurde mit Alfuma ein weiteres 100%iges Tochterunternehmen gegründet, welches sich mit dem Vertrieb von alternativen Roh- und Brennstoffen betätigt.
Im Jahr 2012 wurde in Wöllersdorf bei Wiener Neustadt auf dem Gelände der historischen Feuerwerksanstalt der neue Verwaltungssitz eröffnet. Hinter der weißen Fassade wurden auf mehreren Geschoßen 150 Arbeitsplätze eingezogen.
Im Herbst 2017 übernahm Kirchdorfer Industries die Mehrheit an dem steirischen Fertigteilkellerspezialisten KAMMEL Austria GmbH.
2019 erweiterte die Kirchdorfer Gruppe ihr Portfolio mit der Unternehmenssparte „Road & Traffic“. Diese deckt schwerpunktmäßig die Bereiche passive Straßensicherheit und Lärmschutz ab.
Bis heute ist die diversifizierte Gruppe mit über 50 Einzelunternehmen und rund 1.700 Mitarbeitenden international tätig.

## Geschäftsbereich und Unternehmungen
SPARTE Zement
- Kirchdorfer Zementwerk Hofmann GmbH, Österreich
- Alfuma GmbH, Österreich
- KIAS Recycling GmbH, Österreich
- SRP Sekundär Rohstoff Produktion GmbH, Österreich
- KSL - Kirchdorfer & Schirmbrand Liegenschafts GmbH, Österreich
- Team Asche GmbH, Österreich

SPARTE Rohstoffe
- Kámen a písek, spol. s r.o., Tschechische Republik
- ČR Beton Bohemia spol. s r. o., Tschechische Republik
- TBG České Budějovice spol. s r. o., Tschechische Republik
- Kő és Homok Kavicsfeldolgozó Kft., Ungarn
- SC Piatra si nisip s.r.l., Rumänien
- Kamen i pesak D.o.o, Serbien
- Kamani i pjasak EOOD, Bulgarien
- Transkomplekt Engineering EOOD, Bulgarien
- Kirchdorfer Kies und Beton GmbH (ehemals WIBAU Holding GmbH), Österreich
- Kirchdorfer Kies und Beton (ehemals WIBAU Kies und Beton GmbH), Österreich
- REMS BETON GmbH, Österreich
- Alkoven Kies GmbH & CO KG, Österreich
- UWT Umwelttechnik GmbH, Österreich
- BRG Baustoffrecycling GmbH, Österreich
- WIBAU Gerüstbau GmbH, Österreich
- Martini Beton GmbH & Co. KG, Österreich

SPARTE Fertigteile
- Katzenberger Fertigteilindustrie GmbH, Österreich
- MABA Fertigteilindustrie GmbH, Österreich
- RAUTER Fertigteilbau GmbH, Österreich
- XC® Holz-Beton-Verbund Fertigteile, Österreich
- TSF-A GmbH, Österreich
- TIBA AUSTRIA GmbH, Österreich
- MABA Hungaria Kft., Ungarn
- MABA Prefa spol. s r. o., Tschechische Republik
- TIBA Chvalvetice S.R.O., Tschechische Republik
- MABA Romania S.R.L., Rumänien
- Kamarom Prefabricate din Beton s.r.l., Rumänien
- BETRA Prefabrike San.ve Tic.A.S, Türkei

SPARTE Road & Traffic
- DELTABLOC Holding GmbH, Österreich
- DELTABLOC International GmbH, Österreich
- DELTABLOC Deutschland GmbH, Deutschland
- DELTABLOC Nederland B.V., Niederlande
- DELTABLOC France SAS, Frankreich
- DELTABLOC UK Ltd., Großbritannien
- DELTABLOC RO S.R.L., Rumänien
- DELTABLOC Sverige AB, Schweden
- DELTABLOC d.o.o., Slowenien
- DELTABLOC South Africa Ltd., Südafrika

Sonstige
- Jolly Arts & Craft Manufacturing Co Ltd., China
- Tenis-Centrum Český Krumlov, Tschechien